# 프레더릭 로 옴스테드

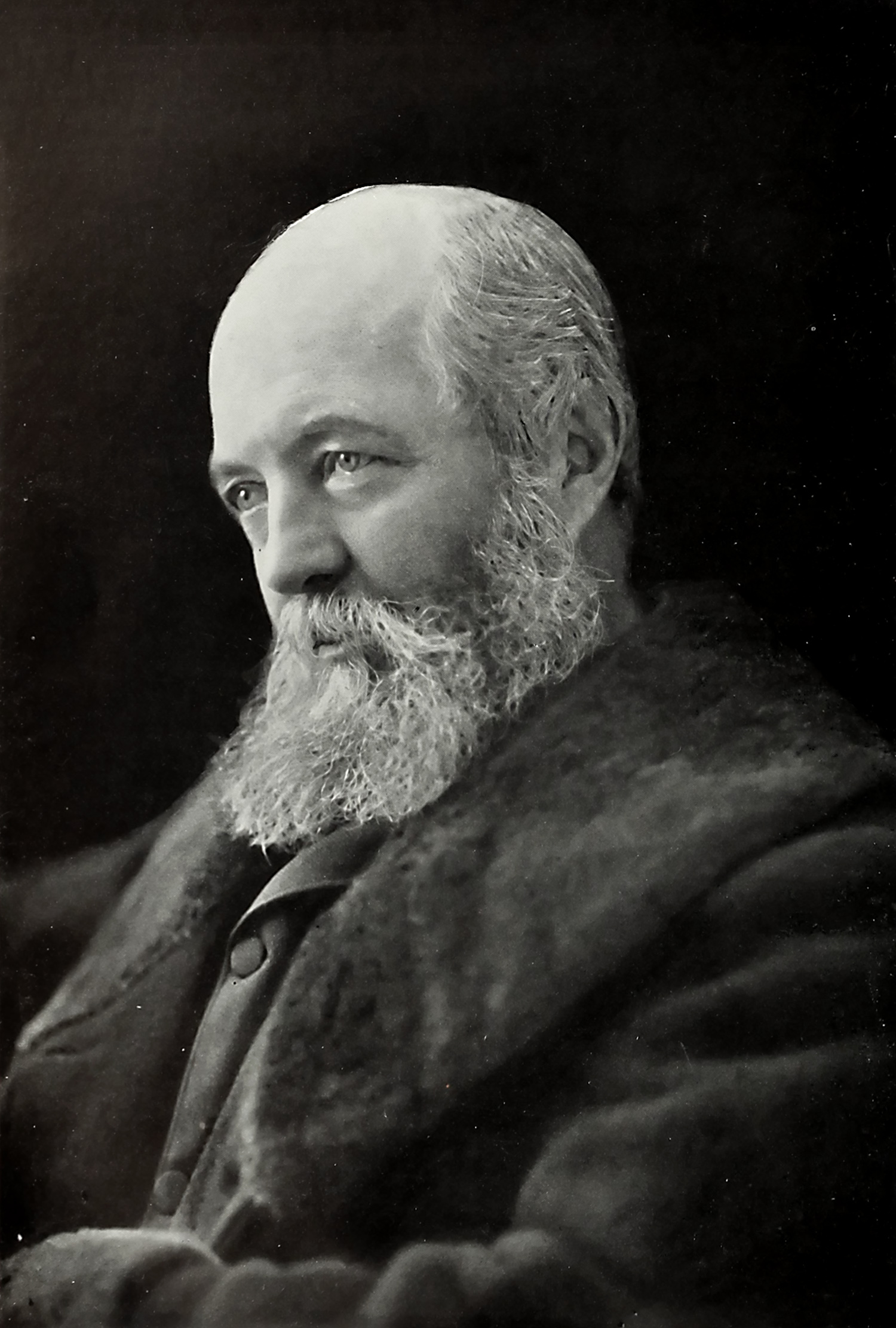
프레더릭 로 옴스테드

프레더릭 로 옴스테드(Frederick Law Olmsted, 1822년 4월 26일 ~ 1903년 8월 28일)는 현대 도시공원의 시작점에서 주요한 역할을 해낸 미국의 도시 공원 설계자이다. 개인적인 공간으로서의 조경 정원을 도시 공공의 공원으로 개념을 확장한 인물이다. 이러한 공공복지를 도시 공원을 통해 실현하고자 일평생을 노력하였다.
뉴욕시 맨하튼의 센트럴 파크, 시카고에서 열린 1893년 만국 박람회에 사용된 주요 공원 부지 및 뉴저지주의 캐드월레이더 공원(Cadwalader Park) 및 매사추세츠주의 백 베이 펜스(Back Bay Fens)공원과 에메랄드 넥클러스(Emerald Necklace) 공원을 설계한 것으로 유명하다. 한편 그가 캘버트 복스(Calvert Vaux)와 함께 설계한 뉴욕시 브루클린의 프로스펙트 파크(Prospect Park)는 개방된 초지, 우거진 숲, 그리고 거대한 면적의 물의 3가지요소가 잘어우러진 최고의 작품으로 언급되기도 한다.
캐나다 몬트리올에 마운트 로열공원(몽루와얄 공원,Parc du Mont-Royal)을 설계한바 있다.

## 신념
비톨드 립친스키는 프레더릭 로 옴스테드에 대해서 '그는 경관이 사람들의 심성에 좋은 영향을 끼친다는 점에 대한 확신을 갖고 있었다'고 언급한 바 있다. 한편 프레더릭 로 옴스테드는 센트럴 파크를 조성해야 할 필요성에 대해서 '지금 이곳(센트럴 파크)에 공원을 만들지 않는다면, 100년 후에는 이 넓이의 정신병원이 필요할 것이다.'라고 역설한 바 있다.
한편 이중환 역시 택리지 복거총론(卜居總論)에서 살고있는 근처에 산책하기 쉽게 찾아볼 수 있는 자연경관이 심성의 스트레스를 해소하고 정신건강에 유익하다는 의미의 말을 언급한바있다.

## 같이 보기
- 찰스 앨리엇 노튼 (Charles Eliot Norton)
- 버큰헤드 공원(Birkenhead Park)